# Anatoli Andrejewitsch Kim

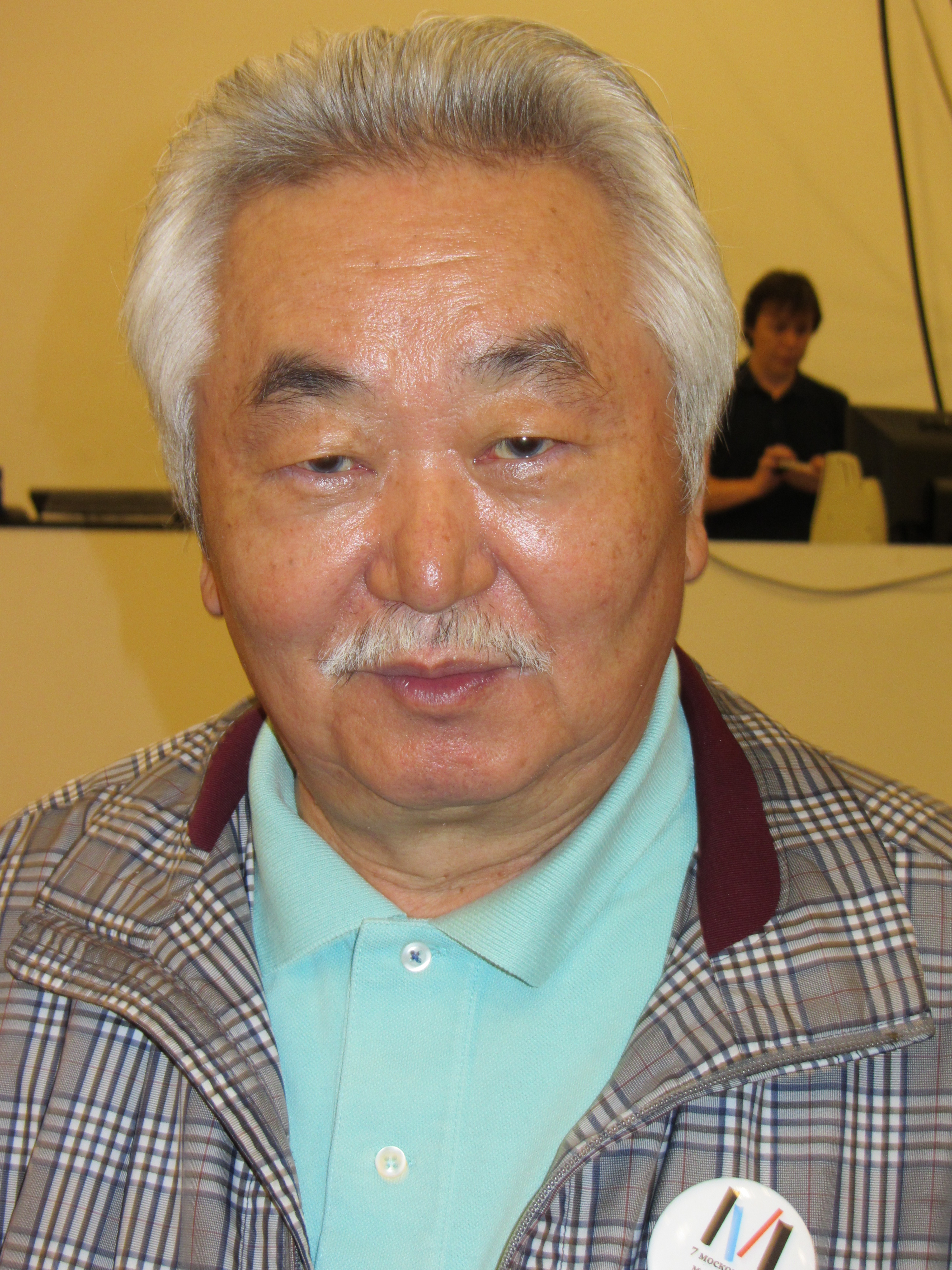
Anatoli Andrejewitsch Kim

Anatoli Andrejewitsch Kim (russisch Анатолий Андреевич Ким, wiss. Transliteration Anatolij Andreevič Kim; * 15. Juni 1939 in Sergijewka, Kasachische SSR) ist ein russischsprachiger Schriftsteller koreanischer Abstammung: Die Vorfahren seiner Familie wanderten in der Mitte des 19. Jahrhunderts aus Korea nach Russland ein und wurden, wie die gesamte koreanische Minderheit in Russland, 1937 nach Zentralasien deportiert.

## Biografie
Anatoli Kim wurde am 15. Juni 1939 in Sergijewka (Oblast Südkasachstan) als Sohn eines Lehrers geboren. Seine Eltern kehrten 1948 in den Fernen Osten zurück. Der Vater fiel im Koreakrieg, die Mutter verhungerte in den Wäldern. Das überlebende Kind wurde von russischen Pflegeeltern aufgenommen. Kim studierte zunächst an der Kunstschule Pamjati 1905 goda in Moskau. 1971 schloss er sein Fernstudium am Maxim-Gorki-Literaturinstitut ab. Er arbeitete als Kranführer, in einer Möbelfabrik, als Filmvorführer, Formgestalter, leitete Prosa-Seminare im Literaturinstitut und unterrichtete zeitweise in der südkoreanischen Hauptstadt Seoul. Seit 1996 ist er in der Chefredaktion der Zeitschrift Jasnaja Poljana. Seine schriftstellerische Tätigkeit begann Kim zunächst als Dichter. Seine ersten Erzählungen erschienen 1973.
Auch in den anderen Republiken der ehemaligen Sowjetunion war Anatoli Kim relativ bekannt, seine Werke sind in mehrere Sprachen übersetzt worden.

## Werke (Auswahl)

### Ersterscheinung in russischer Sprache
- Nachtigallenecho (Соловьиное эхо, Erzählungen, 1980)
- Der Nephritgürtel (Нефритовый пояс, Roman, 1981)
- Eichhörnchen (Белка, Roman, 1984)
- Der Waldvater (Отец-лес, Roman, 1989)

### Deutsche Ausgaben
- Das Zwiebelfeld Berlin: Dağyeli Verlag, 2003
- Moskauer gotische Erzählungen Berlin: Oberbaum, 1992
- Weiße Trauer: Erzählungen Leipzig: Reclam, 1989 (enthält Die Rache)
- Nachtigallenecho Frankfurt a. M.: Suhrkamp, 1988
- Eichhörnchen: Roman Berlin: Verlag Volk und Welt, 1987
- Der Nephritgürtel: 3 kleine Romane Berlin: Verlag Volk und Welt, 1986
- Lotos: Roman Frankfurt am Main: Suhrkamp, 1986
- Käfig mit Fernseher: Erzählungen Berlin: Verlag Volk und Welt, 1985